# Балан (Приморски Шарант)
Балан (фр. Ballans) насеље је и општина у западној Француској у региону Поату-Шарант, у департману Приморски Шарант која припада префектури Сен Жан д'Анжели.
По подацима из 2011. године у општини је живело 210 становника, а густина насељености је износила 30,26 становника/km². Општина се простире на површини од 6,94 km². Налази се на средњој надморској висини од 72 метара (максималној 82 m, а минималној 24 m).

## Демографија
| 1962. | 1968. | 1975. | 1982. | 1990. | 1999. | 2011. |
| ----- | ----- | ----- | ----- | ----- | ----- | ----- |
| 230   | 255   | 224   | 225   | 204   | 218   | 210   |

График промене броја становника у току последњих година